# Josep Antoni Trias i Tastàs
Josep Antoni Trias i Tastàs   (Barcelona, 1854 - Barcelona, 31 de juliol de 1918) fou un escriptor i pintor català.
Fill del mestre i industrial Josep Trias i Travesa, fou professor de dibuix i pintura i escriptor. Va viure una temporada al Masnou, on va dirigir durant tres anys (1874-1877) una escola anomenada "Instituto Masnouense de educación física, moral e intelectual" situada al carrer Hortes i Fonts (actual Jacint Verdaguer). Tenia la particularitat que oferia, per cada deu alumnes de pagament, la instrucció gratuïta d'un nen pobre, triat per l'Ajuntament. Posteriorment, a Barcelona, dirigí el diari El Barcelonés (1890) i fou regidor i tinent d’alcalde de l'ajuntament. També va ser secretari i administrador del banc Crèdit Agrícola Català.
Publicà drames en castellà, sarsueles en català (com ara: Les arts, De balcó a balcó, Lo ball de la Candelera i altres), algunes peces còmiques i el llibre Fàbules morals (1904).
Es casà amb Carmen de Miguel i tingué quatre fills: Josep, Ernest, Isolina i Joaquim Trias de Miguel.